# Traité de coopération sur les brevets
Le Traité de coopération en matière de brevets ou PCT (pour Patent Cooperation Treaty) est un traité international administré par l'Organisation mondiale de la propriété intellectuelle qui a été signé le 19 juin 1970 et est entré en vigueur le 1er juin 1978. Il constitue une tentative de simplification des procédures de dépôt de demandes de brevet, réponse au constat que la mondialisation des marchés impliquait l’homologation simultanée de brevets dans de nombreux pays, un processus long, compliqué et coûteux. Preuve du succès de la démarche, le millionième dépôt a été effectué vers la fin 2004.
Le Traité a été amendé le 2 octobre 1979, 3 février 1984 et 3 octobre 2001. Rédigé et signé en français et anglais, il est cependant désormais disponible dans des versions officielles dans d'autres langues. De 18 signataires, il est passé progressivement à 148 États membres en 2013.

## Historique
Le Traité de coopération en matière de brevets a été conclu à Washington le 19 juin 1970 dans le cadre d'une conférence diplomatique. Si 78 pays étaient représentés à la conférence, ils n'étaient que treize participants effectifs lors de l'entrée en vigueur survenue le 1er juin 1978. Ils étaient 153 en octobre 2019 après la ratification par le Samoa.
Les premières demandes ont été soumises immédiatement après l'entrée en vigueur du Traité, mais elles demeurent peu nombreuses dans les premières années de fonctionnement du système. Leur nombre commence à augmenter à partir du milieu des années 1980. Entre 1995 et 2001, les demandes augmentent de 18% par an. Leur nombre annuel dépasse les 100 000 à partir de 2001, puis 200 000 à partir de 2013.

## États contractants
Tous les États contractants de la Convention de Paris pour la protection de la propriété industrielle peuvent adhérer au Traité de coopération sur les brevets. La majorité des pays du monde sont parties au PCT, y compris tous les principaux pays industrialisés (à quelques exceptions près, notamment l'Argentine, l'Uruguay, le Venezuela et le Pakistan ). Au 26 décembre 2022, il y avait 157 États contractants au PCT. 

## Fonctionnement

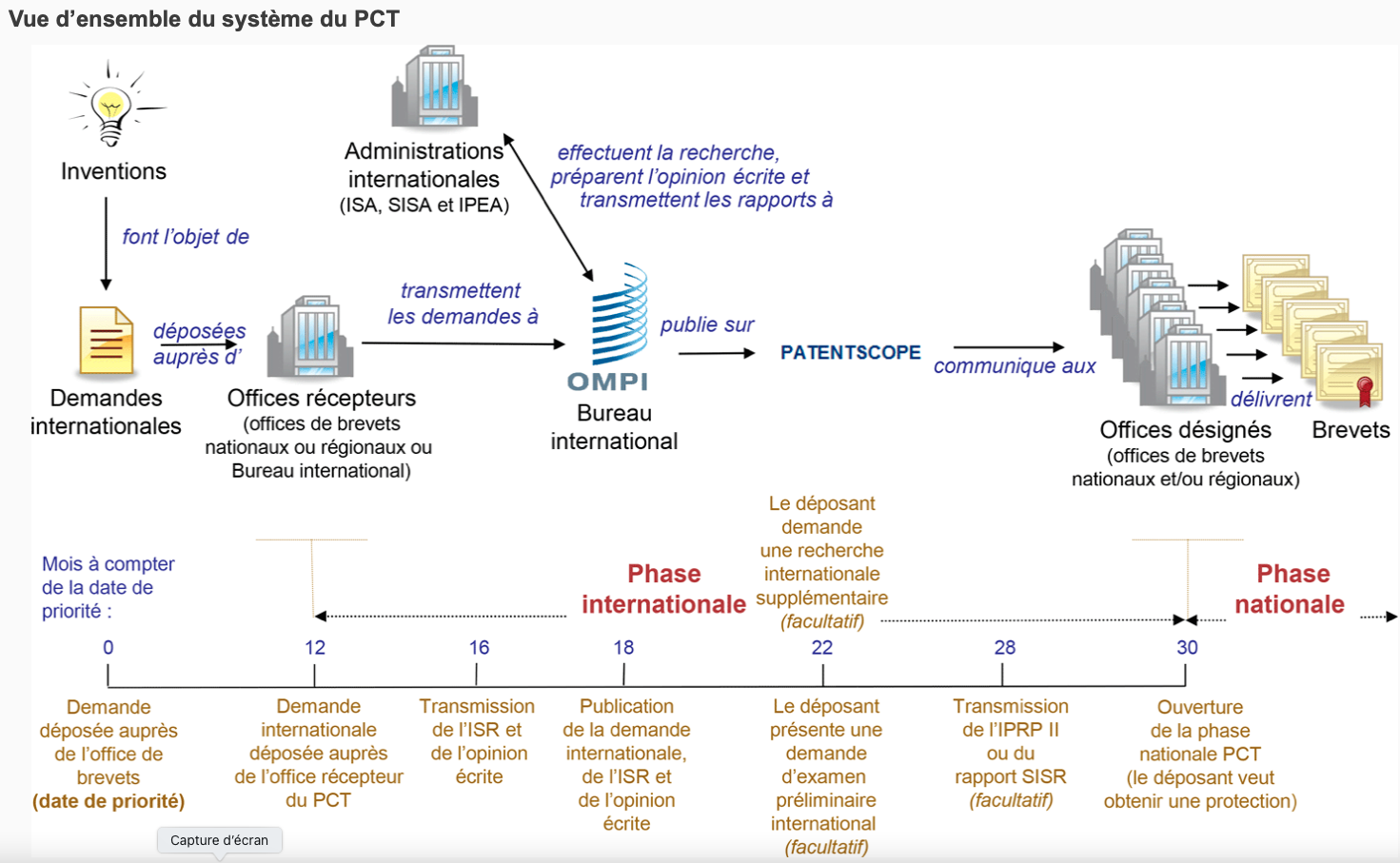
Fonctionnement du système du Traité de coopération en matière de brevets

Par le biais de ce traité, une seule demande est confiée au Bureau International – une sous-division de l’OMPI - qui se chargera de vérifier que cette revendication répond aux critères de base que sont la nouveauté, l'activité inventive et l’applicabilité industrielle. Le dépôt de la demande implique la revendication de l'invention dans tous les États membres (des exceptions peuvent exister pour l'Allemagne, la République de Corée et la Russie).
Les principaux avantages de la procédure PCT sont les suivants :
(a) elle permet le dépôt d'une seule demande de brevet, remplaçant ainsi la nécessité de déposer une multiplicité de demandes distinctes, la procédure se déroulant de manière prévisible; 
(b) la recherche internationale et, facultativement, l'examen préliminaire international « donnent aux déposants une meilleure base pour décider s'ils souhaitent poursuivre leurs demandes et dans quels pays », permettant ainsi « une meilleure gestion des portefeuilles de brevets et l'évitement de dépenses inutiles »;  et
(c) elle permet le report du traitement national,,.   
Le Bureau confie la recherche bibliographique (pour s'assurer de la brevetabilité de l'invention) à un office de brevet habilité (par exemple : USPTO américain, OEB européen ou JPO japonais), et publie les résultats de la recherche après environ 9 mois, ainsi qu'un avis sur la brevetabilité de l'invention, dans l'une des dix langues de publication admises par le PCT (arabe, allemand, anglais, chinois, coréen, espagnol, français, japonais, portugais ou russe). Une fois cette première recherche effectuée, et après environ 30 mois, les résultats ainsi que l'avis préliminaire sont transmis aux autorités dont le demandeur veut obtenir un brevet (à charge pour chaque pays de déterminer si l’objet de la demande de brevet est recevable ou pas). Ces autorités peuvent être des offices de brevet nationaux ou régionaux (Office européen des brevets, Office eurasien des brevets, African Regional Intellectual Property Organization ou Organisation africaine de la propriété intellectuelle). Une seule recherche en antériorité est donc effectuée pour l'ensemble des pays signataires, permettant un gain de temps et d’argent considérable.
Si les règlements internationaux présentent tous à peu de chose près la même philosophie, les seuls décideurs finaux de la validité d’une revendication restent les bureaux nationaux ou régionaux des brevets : il n'existe pas de brevet international. Ainsi, une même invention peut être acceptée dans certains pays et refusée dans d'autres, tout en ayant passé le test du bureau PCT, et ce quelle que soit la nationalité d'origine de l'inventeur. En clair, un inventeur européen pourrait déposer une demande de brevet qui serait acceptée par l'office américain des brevets, mais refusée par les offices européen et japonais.

## Statistiques
La millionième demande PCT a été déposée fin 2004,  tandis que la deux millionième demande a été déposée en 2011.  La première baisse du nombre de demandes PCT déposées depuis plus de 30 ans s’est produite en 2009, avec une baisse de 4,5 % par rapport à 2008.  En 2013, environ 205 000 demandes internationales ont été déposées, ce qui fait de 2013 la première année au cours de laquelle plus de 200 000 demandes PCT ont été déposées en un an.  La 3 millionième demande PCT a été publiée le 2 février 2017,  et la 5 millionième demande PCT a été publiée en 2024. 
En 2019, la Chine a dépassé les États-Unis pour devenir le plus grand utilisateur du PCT (p22).
L' Organisation mondiale de la propriété intellectuelle fournit des statistiques sur le système du PCT dans la Revue annuelle du PCT, les Indicateurs mondiaux de la propriété intellectuelle et le Centre de données statistiques sur la propriété intellectuelle,,.